# L'Héautontimorouménos
Pour la pièce de Térence, voir Heautontimoroumenos.
L'Héautontimorouménos est un poème de la partie Spleen et Idéal des Fleurs du mal de Charles Baudelaire. Le titre grec qui signifie littéralement « puni par soi-même » (ἑαυτὸν τιμωρούμενος / heautòn timōroúmenos, de τιμωρέω / timōréō, « punir »), reprend le titre d'une pièce du dramaturge latin Térence.
Ce poème reflète le sentiment de solitude de l'auteur et des douleurs masochistes qu'il s'inflige lui-même.

## Texte
Je te frapperai sans colère

Et sans haine, comme un boucher,

Comme Moïse le rocher !

Et je ferai de ta paupière,

Pour abreuver mon Saharah,

Jaillir les eaux de la souffrance.

Mon désir gonflé d’espérance

Sur tes pleurs salés nagera

Comme un vaisseau qui prend le large,

Et dans mon cœur qu’ils soûleront

Tes chers sanglots retentiront

Comme un tambour qui bat la charge !

Ne suis-je pas un faux accord

Dans la divine symphonie,

Grâce à la vorace Ironie

Qui me secoue et qui me mord ?

Elle est dans ma voix, la criarde !

C’est tout mon sang, ce poison noir !

Je suis le sinistre miroir

Où la mégère se regarde.

Je suis la plaie et le couteau !

Je suis le soufflet et la joue !

Je suis les membres et la roue,

Et la victime et le bourreau !

Je suis de mon cœur le vampire,

- Un de ces grands abandonnés

Au rire éternel condamnés,

Et qui ne peuvent plus sourire !

## Reprises dans la chanson
Léo Ferré a mis en musique ce poème et l'a enregistré à titre de maquette en 1977, sans jamais l'officialiser de son vivant. La chanson a été également interprétée par Jean-Louis Murat en 2007 sur son album Charles et Léo. La version de Ferré a finalement été publiée avec vingt autres poésies de Baudelaire dans l'album posthume intitulé Les Fleurs du mal (suite et fin) (2008).
Diamanda Galás en a également donné son interprétation dans son album Saint of the Pit (1986).